# Edifer

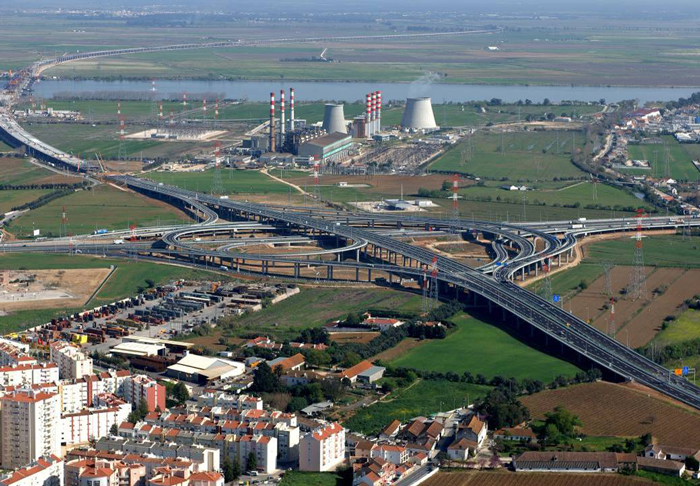
Carregado, Portugal.

O Grupo Edifer foi um conglomerado empresarial português que actua principalmente nas áreas da construção civil, engenharia e imobiliário.